# Carme Farré i Ors
Carme Farré i Ors (Barcelona, 23 de juliol del 1900 – Buenos Aires, 1985) va ser una guitarrista, compositora i professora de música catalana que s'establí a l'Argentina.

## Biografia
Fou filla d'Anna Ors i Busquets, natural de Corbera, i de Josep Farré i Pallarès, de Castelló de la Plana. Carme va rebre classes de guitarra de Lleó Farré, alumne de Francesc Tàrrega del qual la seva família tenia una botiga on passaren els millors instrumentistes barcelonins o de pas per Barcelona. Carme Farré decidí fer-se guitarrista, i es casà amb un intèrpret de guitarra, Domènec Prat, a Barcelona, el 1919.
Carme Farré i el seu home s'establiren definitivament a Buenos Aires l'any 1923, i fundaren l'"Academia de Guitarra Prat", que arribaria a ser centre d'ensenyament de l'instrument més prestigiós del país en aquella època. En el centre es difonien els conceptes pedagògics del manual Escuela Moderna de la Guitarra de Francesc Tàrrega, i permeteren el matrimoni de formar alguns dels concertistes més famosos de l'Argentina de la seva època, dones especialment. La Carme seguia ensenyant als 66 anys.
Farré compongué diverses peces, de caràcter espanyol o argentí, que publicà l'"Antigua Casa Núñez" de Buenos Aires entre el 1926 i el 1933. Les firmà Carmen F. de Prat o Carmen Farré de Prat.

## Obres
- Cantos argentinos (Estilo), Op. 1, per a guitarra
- El gato santiagueño, Op. 2, per a guitarra
- Pinina, Op. 3, per a guitarra, dedicada a la seva filla Azucena; tingué una altra filla, Blanca (Partitura Arxivat 2009-11-22 a Wayback Machine.)
- Martita, Andante Cantabile, Op. 4, per a guitarra
- Billiken, vals, Op. 5, per a guitarra (Partitura 1 Arxivat 2016-03-03 a Wayback Machine. Partitura 2)
- Souvenir d'una melodía, Op. 6, per a guitarra
- Los Guachindangos, guajiras, Op. 7, per a veu i guitarra
- Jota aragonesa, Op. 8, per a veu i guitarra